# Eduard Weyr

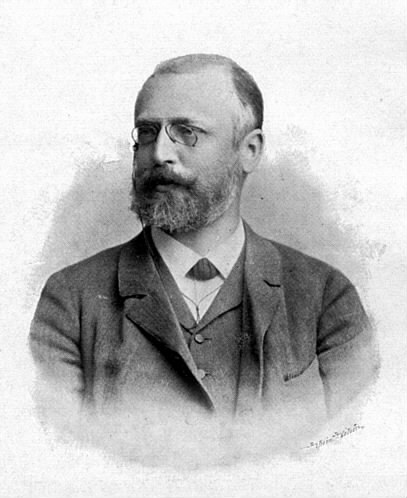
Eduard Weyr

Eduard Weyr (* 22. Juni 1852 in Prag; † 23. Juli 1903 in Saborsch an der Elbe) war ein österreichischer Mathematiker.

## Leben
Eduard wurde als viertes von zehn Kindern der der Marie Rumpl und des Franz Weyr und geboren. Sein Vater, der 1820 in Nachod geboren wurde, war ab 1855 Mathematiklehrer an einer Schule in Prag. Ein weiterer Sohn war Emil Weyr. Eduard besuchte die Schule, an der sein Vater arbeitete. Danach studierte er am Polytechnikum und später an der Karl-Ferdinands-Universität. Dann ging der an die Universität Göttingen, wo er 1873 promoviert wurde (Ueber algebraische Raumcurven). Dann studierte er bei Charles Hermite und Joseph Serret. Nachdem er Professuren an den Universitäten in Innsbruck und Czernowitz abgelehnt hatte, ging er 1881 nach Prag, wo er Professor an der K.K. Deutschen Technischen Hochschule wurde. 1876 wurde er zum außerordentlichen Mitglied der Königlich Tschechischen Gelehrtengesellschaft gewählt. 1885/6 bildete er sich bei Leopold Kronecker und Karl Weierstraß weiter. Sein Grabstein befindet sich auf dem  Olšany-Friedhof in Prag.

## Werk
Seine mathematischen Veröffentlichungen betrafen vorwiegend die Projektive Geometrie und die Differentialgeometrie, obwohl er auch auf den Gebieten Lineare Algebra, Matrix und Hyperkomplexe Zahlsysteme arbeitete.
1875 bewies er, dass die allgemeine Lösung der Riccatischen Differentialgleichung mithilfe von drei bekannten Lösungen ausgedrückt werden kann.